# مرض كوشينغ
مرض كوشينغ (يُعرف أيضا بفرط كورتيزول الدم الثانوي أو الثالثي) هو أحد أسباب متلازمة كوشينغ يزداد فيه إفراز الهرمون الموجه لقشر الكظر (ACTH) من الفصة الأمامية للغدة النخامية. هذا المرض يحدث غالباً نتيجة لورم حميد في الغدة النخامية (فرط الكورتيزول الثانوي) أو بسبب زيادة إفراز الهرمون المطلق لموجّه القشرة (CRH) (فرط الكيرتيزول الثالث) مما يؤدي إلى زيادة إفراز مادة الكورتيزول من الغدة الكظرية. ورم الغدة النخامية (فرط الكورتيزول الثانوي) هو سبب حدوث متلازمة كوشينغ في 80% من الحالات إذا ما استثنينا الاسخدام الخارجي المفرط للكورتيكوستيرويد.

## العلامات والأعراض
الأعراض الناتجة عن مرض كوشينغ مشابهة جدا للأعراض الي تحدث مع الأسباب الأخرى لمتلازمة كوشينغ. الشخص المصاب بمرض كوشينغ تظهر عليه عرض أو أكثر من أعراض ارتفاع هرمون الهرمون الموجهة لقشر الكظر (ACTH) والكورتيزول بالدم.
بعض المصابين بمرض كوشينغ قد يعانون من بعض أعراض زيادة حجم الغدة النخامية وضغطها على الأعصاب والأجسام المجاوة لها، رغم أن ذلك ليس شائعًا. قد تضغط الغدة النخامية المتضخمة على عصب البصر، مما يؤدي إلى ضعف البصر. بالإضافة إلى ذلك، ازدياد نسبة الكورتيزول بحد ذاته قد يكون أحد أسباب لحدوث مرض الزَرَق ومرض الساد (الماء الأبيض)؛ أما في الأطفال فأهم الأعراض هي زيادة الوزن وبطئ النمو.
التشخيص الإكلينيكي يعتمد على واحد أو أكثر من الأعراض المذكورة أدناه لأن مرض كوشينغ ليس لديه عرض واصِم يجعله مميزًا عن الأسباب الأخرى لمتلازمة كوشينغ. أكثر الأعراض التي تظهر على البالغين الذكور المصابين بمرض كوشينغ هي الخطوط الأرجوانية، وضمور العضلات، وهشاشة العظام، وحصوات الكلى.

### الأعراض الشائعة
| - زيادة في الوزن - ارتفاع ضغط الدم - ضعف في الذاكِرَةٌ قَصيرَةُ الأَمَد - التهيج - زيادة في نمو شعر الجسم (عند النساء) - ضعف في الجهاز المناعي - وجهة أحمر دائري | - زيادة للدهون حول الرقبة وتكدّسها هناك - وجه بدري - الإجهاد - خطوط حمراء أو أرجوانية في الجسم (خصوصاً في البطن) - ضعف في التركيز - اختلال في الدورة الشهرية. |

### الأعراض الأقل شيوعاً
- الأرق
- العدوى المتكررة
- رقة الجلد
- كدمات بالجسم
- ضعف العظام
- حبوب الشباب
- الصلع (في النساء
- الاكتئاب
- ضعف في مفصل الكتف والحوض
- انتفاخ القدم
- مرض السكري

## التاريخ
في عام 1924 دوّن طبيب الأعصاب السوفيتي نيكولا اتسينكو عن مرضى مصابين بورم في الغدة النخامية. الإفراز الشديد للهرمون الموجهة لقشر الكظر (ACTH) من الغدة النخامية أدى إلى إنتاج كمية كبيرة من هرمون الكورتيزول من قبل الغدة الكظرية. المرض المرتبط بازدياد إفراز هرمون الكروتيزول وصفه جراح المخ والأعصاب هرفي كوشينغ.
في عام 1932. في عام 1910، قام هرفي كوشينغ بعرض حالة فتاة عمرها 23 عاماً تدعى ميني. من أعراض الفتاة السمنة وانقطاع الدورة الشهرية وزيادة في نمو شعر الجسم ونمو جزئي للصفات الجنسية الثانوية واستسقاء دماغي وصداع. هذي المجموعة من الأعراض لم تكن موصوفة بأي من الأمراض في ذلك الوقت. العالم كوشينغ كان واثقاً أن أعراض الفتاة ميني كانت بسبب اختلال في وظيفة الغدة النخامية وأن هذه الأعراض تشابهه أعراض ورم الغدة الكظرية. كان معلوماً وقتها أن الغدة النخامية تتكون من خلايا حمضية وقلوية. افترض كوشينغ أنه في حالة ازدياد إفراز الجزء الحمضي من الغدة النخامية ينتج مرض ضخامة الأطراف، لكن ازدياد إفراز الجزء القلوي من الغدة النخامية ينتج بالتأكيد مرضًا آخر يأثر على الوظائف الجنسية (انقطاع أو اضطراب الدورة الشهري في النساء وضعف انتصاب العضو الذكري) وهذا قد يفسر أعراض الفتاة ميني. الأدلة التجريبية والحالات التي اثبتها العالم كوشينغ أدت إلى نشر بحثه في عام 1932 بعنوان زيادة إفراز الجزء القلوي من الغدة النخامية هو السبب لمرض كوشينغ. في هذا البحث، وصف العالم كوشينغ أعراض المرض. من 12 حالة مصابة بازدياد إفراز الكورتيزول وصفها العالم كوشينغ في بحثه 67% من المصابين توفوا بعد ظهور الأعراض خلال سنوات قليلة، ولكن حالة الفتاة ميني ظلت على قيد الحياة لأكثر من 40 سنة بعد ظهور أعراض مرض كوشينغ على الرغم من أنها لم تستخدم أي علاج. طول فترة نجاة الفتاة ميني جعلها حالة فريدة. السر خلف طول فترة نجاتها يظل غامض، حيث رٌفص تحليل جثة ميني بعد موتها. على كل حال العالم كيرني فسر ذلك بأن ورم الغدة النخامية لدى ميني قد حصل له احتشاء جزئي، مما أدى إلى تراجع الأعراض.

## التشخيص
التشخيص يتم مبدئيا عن طريق التشخيص بمتلازمة كوشينغ، وذلك قد يكون صعبًا لأن الأعراض المميزة للمتلازمة تحدث قليل من المصابين. بعض الفحوصات المخبرية تستخدم كسبيل المثال: اختبار نسبة الكورتيزول في الدم واللعاب، واختبار
نسبة الكورتيزول في البول المجُمع لمدة 24 ساعة، وفحص التثبيط بالديكساميثازون ذو الجرعة القليلة، وأخذ عينة من مجرى الدم
للغدة النخامية. ليس هنالك اختبار دقيق بنسبة 100%، أكثر من اختبار يجب أن يستخدم للوصول للتشخيص. تشخيص مرض
كوشينغ هو عملية متعددة التخصصات تشمل أطباء متخصصين في الغدد، وأطباء أشعة، وجراحين وأطباء علم أمراض.
بعد التشخيص بمتلازمة كوشينغ، يجب البحث عن السبب. أول خطوة لمعرفة السبب هي قياس مستوى هرمون الموجهة لقشر
الكظر (ACTH) في الدم، إذا كان مستوى الهرمون أقل من 1.1pmol/L، فهذا يعني أن المتلازمة ليست بسبب مرض
كوشينغ (ورم بالغدة النخامية). في هذي الحالة، الخطوة القادمة هي عمل اشعة مقطعية (CT SCAN) للغدة الكظرية. في
الجهة المقابلة، إذا مستوى الهرمون اعلى من 3.3pmol/L، فهذا يعني ان السبب قد يكون مرض كوشينغ (ورم الغدة النخامية) أو ورم بمكان اخر بالجسم يفرز هرمون الموجهة لقشر الكظر (ACTH). الخطوة القادمة هي تحديد مكان إفراز
الهرمون للتفريق مابين مرض كوشينغ والاورام الأخرى بالجسم التي تفرز الهرمون (ACTH)، ذلك يتم عن طريق اختبار
اخْتِبارُ كَبْتِ الديكساميتازون بالجرعة المرتفعة وعمل اشعة مغناطيسية (MRI) للغدة النخامية. هنالك نوعان من فحص التثبيط بالديكساميثازون (الجرعة العالية/القليلة). في الأشخاص الأصحاء، في حالة اعطائهم جرعة قليلة من الديكساميثازون، مستوى الكورتيزول يهبط إلى أقل من 5 micro g/dl. في حالة متلازمة كوشينغ أو مرض كوشينغ، مستوى الكورتيزول يبقى مرتفعًا لأعلى من 5 micro g/dl. هذا الأختبار يستخدم لإثباث وجود
متلازمة كوشينغ. الأختبار الأخر وهو فحص التثبيط بالديكساميثازون ذو الجرعة العالية، في حالة مرض كوشينغ، سوف يهبط مستوى الكورتيزول إلى أقل من 50% من المستوى الطبيعي. في حالة إفراز الهرمون ACTH من ورم في مكان آخر بالجسم،
مستوى الكورتيزول سوف يبقى مرتفعًا ولن يستجيب للاختبار. فهذا الاختبار يستخدم للتمييز بين مرض كوشينغ (الغدة النخامية)
وأورام الجسم المفرزة للهرمون ACTH في حال وجود مستوى عالي للكورتزول و ACTH في دم المريض.
اختبار آخر للتميز مابين مرض كوشينغ وأورام الجسم المفرزة للهرمون ACTH في حال وجود مستوى عالي للهرمون هو اختبار الهرمون المطلق لمُوَجِّهَةِ القشرة (CRH TEST)، في المرضى المصابين بمرض كوشينغ، مستوى الكورتيزول يزداد بعد إعطاء المريض جرعة الهرمون (CRH). في المقابل، إذا كان سبب ارتفاع هرمون ACTH ورم في الجسم (خارج الغدة النخامية) فإنه لن يستجيب لجرعة الهرمون (CRH)، أي ان مستوى الكورتيزول لن يتغير.
بعد عمل هذي الفحوصات والاشتباه بمرض كوشينغ (ورم الغدة النخامية)، يجب عمل أشعة مغناطيسية (MRI) للغدة لتأكيد
التشخيص بورم الغدة النخامية. ولكن، 40% من المصابين بورم الغدة النخامية (مرض كوشينغ) لن تستطيع الأشعة
المغناطيسية اكتشاف الورم. في دراسة أجريت على 261 مريض مشخصين بمرض كوشينغ، فقط 48% من المرضى تم
اكتشاف وجود ورم بالغدة قبل عمل الجراحة، متوسط حجم الأورام التي اكتشفت عن طريق كلا الأشعة المغناطيسية والجراحة
هو 6 ميليميتر.
في حالة عمل جميع الفحوصات هذه الفحوصات ولم تصل إلى سبب زيادة هرمون ACTH، هنالك فحص شديد الدقة لكن يحتاج تدخل لأخذ عينة من الدم الخارج من الغدة النخامية. هو فحص مستوى هرمون ACTH في الدم الخارج من الغدة النخامية. في حالة مرض كوشينغ (ورم الغدة النخامية)، مستوى هرمون ACTH سيكون مرتفع مقارنة بمستوى الهرمون في باقي الجسم بنسبة 3:1 بعد اعطاء جرعة من هرمون CRH. هذا الفحص في غاية الدقة لكنه لا يستخدم الا إذا كان جميع الفحوصات السابقة لم تؤدي إلى التشخيص وهنالك ارتفاع في ACTH غير معلوم المصدر.
اختبار مستوى الكورتيزول في البول مجمع خلال 24 هو اختبار يحدد مستوى الكورتيزول الزائد في البول. إذا كان مرتفع
أكثر 4 مرات من المستوى الطبيعي، فهنالك احتمالية كبيرة لوجود مرض كوشينغ. هذا الأختبار يجب تكراره 3 مرات لإقصاء
أي مسبب طبيعي قد يزيد إخراج الكورتيزول مع البول.
اختبار مستوى الكورتيزول في اللعاب هو اختبار يحدد مستوى الكورتيزول في اللعاب، عادة يعمل في اخر المساء. يستخدم غالباً للأطفال لسهولة عمله.

## العلاج
يكون علاج مرض كوشينغ غالباً عن طريق عملية جراحية لإزالة ورم الغدة النخامية المسبب لزيادة إفراز هرمون ACTH. الاستئصال يتم بجراحة بالطَرِيْقِ الوَتِدِيّ (transsphenoidal surgery). هنالك طريقتان للوصول للورم، عن طريق فتحة الأنف أو عن طريق الشفة العلوية. كثير من العوامل تحدد طريقة الوصول للورم منها: حجم الأنف، حجم الورم، تفضيل الجراح. بعض الأورام ليس لها حدود واضحه مع الغدة النخامية، فالأجتزاء الحذر للغدة مطلوب لتحديد مكان الورم. احتمالية نجاح استئصال الورم أعلى في المرضى الذين تم تحديد مكان الورم من أول جراحة بمقارنة في بالمرضى الذين لم يتمكن الجراح من تحديد الورام من أول جراحة. نسبة النجاح في المرضى الذين لديهم اورام صغيره تصل إلى 65-90% مع العملية، في الجهة الأخرى نسبة النجاح في في المرضى لديهم اورام كبيره أقل من 65% مع العملية. المرضى
الذين عاد اليهم الورم مره أخرى بعد العليمة الأولى يعالجون بالعملية مره أخرى. ولكن نسبة نجاح إعادة العملية اقل من العملية الأولى وقد تؤدي إلى فشل في الغدة النخامية.
العلاج الإشعاعي للغدة النخامية هو خيار اخر للعلاج للمرضى الذين عاد اليهم الورم مره أخرى لكن لها بعض الأعراض الجانبية كفشل الغدة النخامية وخصوصا فشل في إفراز هرمون النمو.
الاستئصال الثنائي للغدتان الكظرية هو خيار اخر الذي يؤدي إلى تقليل مباشر لمستوى الكورتزول. على كل حال، انها تتطلب تثقيف المرضى لانه المريض سوف يحتاج إلى علاج استبدالي للكوررتزول والقِشْرانِيَّاتُ المَعْدِنِيَّة إلى الأبد.
أجريت دراسة على 2525 مريض مصاب بمرض كوشينغ، جميعهم عملوا عملية استئصال للورم (بجراحة بطَرِيْقِ الوَتِدِيّ transsphenoidal surgery) مابين عام 1993 و 2002. 0.7% من المرضى توفوا داخل المشفى، 42.1% حصل لهم مضاعفات بعد العملية من أهمها: البُوالَةُ التَفِهَة (15%)، اضطرابات في الأملاح وسوائل الجسم (12.5%)، مشاكل بالجهاز العصبي (5.6%).هذه المضاعفات أكثر في المرضى الذين لديهم امراض أخرى بجانب مرض كوشنج قبل العملية. المرضى الذين اعمارهم أكبر من 64 سنة أكثر عرضه للمضاعفات. المضاعفات لدى النساء أقل من الرجال.